# Place de Paris (Haïfa)

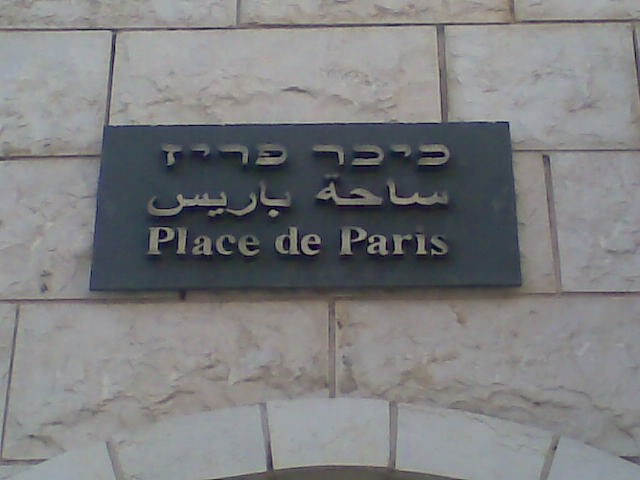
Plaque de la Place de Paris en hébreu, arabe et français

La place de Paris  est située à Haïfa en Israël (en hébreu: כיכר פריז). 

## Situation et accès
C'est une place située dans la ville basse de Haïfa, à proximité du campus du port.

## Origine du nom
Cette place, qui était négligée depuis des décennies vient d'être réhabilitée grâce au concours de la ville de Paris.

## Historique

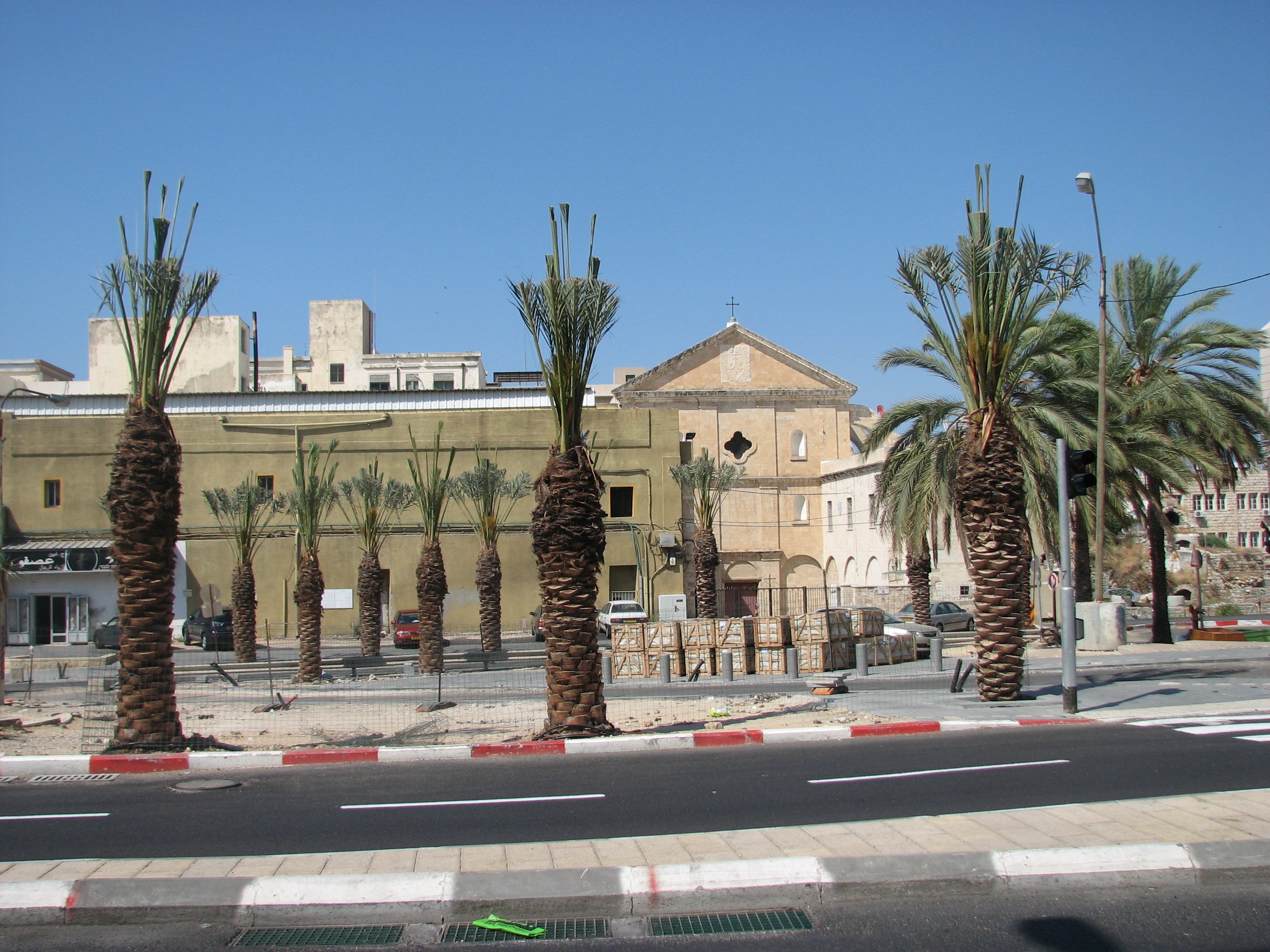
Église carmélite du Prophète Élie (1867)

La place a été construite à la période ottomane et porte alors le nom de place des transports (Carriage Square) en raison du nombre important de véhicules de transport de passagers et de marchandises stationnés sur la place et qui partaient ensuite vers l'est jusqu'à Nazareth et la Galilée, le nord jusqu'au Liban et le sud vers Jaffa et Jérusalem. En 1862 une église grecque-catholique melkite est ouverte à l'est de la place. En 1867, les Carmélites y élèvent l'église catholique du Prophète Élie, au nord. Et en 1891 est bâtie l'église maronite Saint Louis, au sud. La place est alors surnommée « Harat Al-Knaïs » (quartier des églises, en arabe).

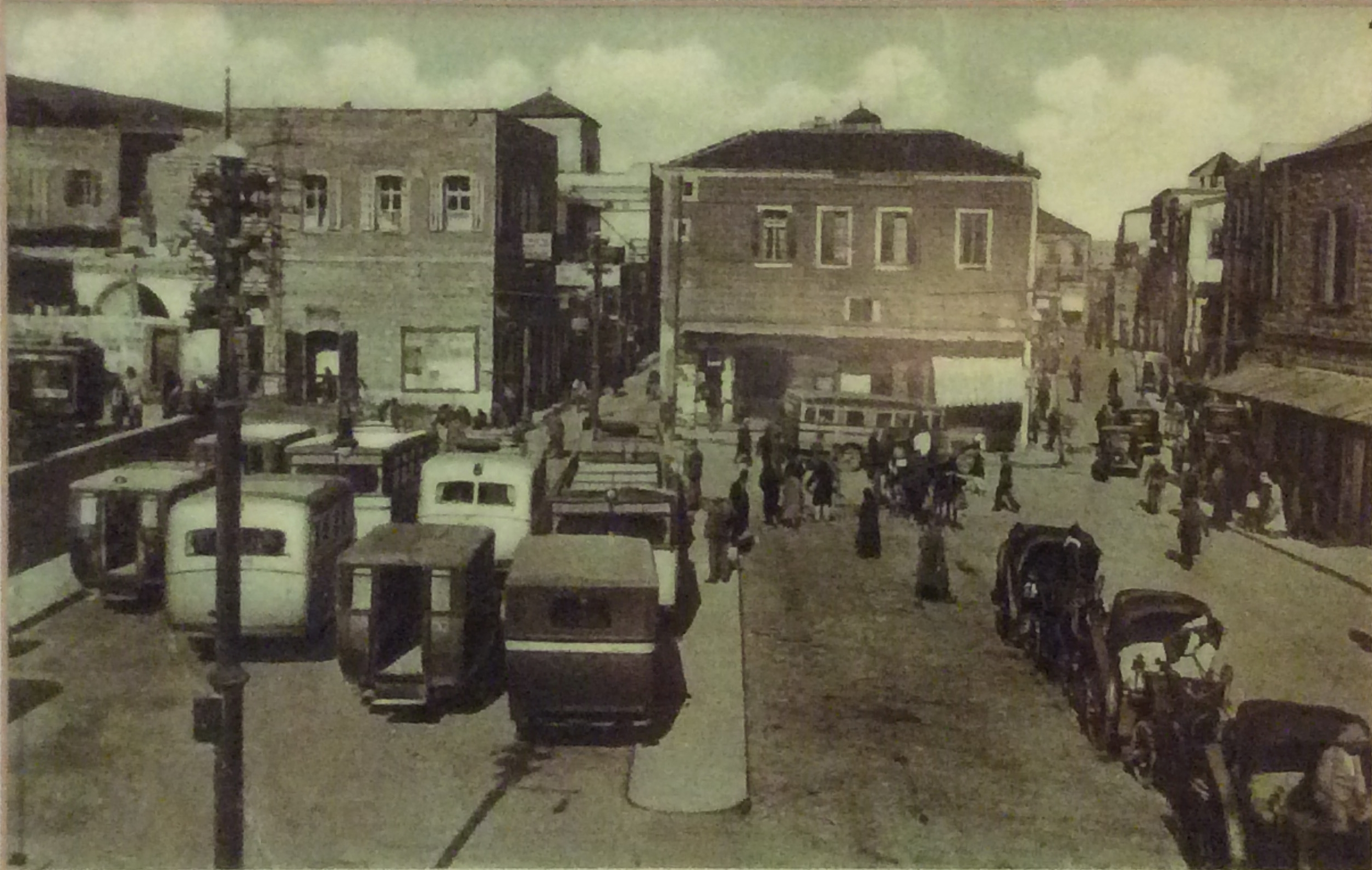
La place de Paris dans les années 1920, alors appelée place Khamra

Pendant la première partie du XXe siècle, la place garde une grande importance en raison de sa situation centrale et de la proximité du port. De nombreux commerces se sont installés sur la place et dans les rues avoisinantes, faisant du secteur un centre commercial important. En 1959, la station terminus bas de la ligne de métro souterrain Carmelit, construite par des entreprises françaises assistée d'ingénieurs de la Régie autonome des transports parisiens (RATP), et qui monte jusqu'au mont Carmel, débouche sur la place.  Pour honorer les ingénieurs français responsables de la construction du métro, la place prend alors le nom de place de Paris.
Avec la diminution du trafic maritime au profit du transport aérien, l'activité commerciale de la ville basse se réduit et plusieurs commerces déménagent vers d'autres quartiers de Haïfa, le Hadar ou le Carmel. Le site est alors négligé, avec de grands entrepôts vides, que la ville finit par exproprier.
Avec la construction récente d'un complexe municipal à proximité, Haïfa retrouve un intérêt à redonner à la place de Paris sa "gloire passée". Selon l'ingénieur de la ville de Haïfa, Ariel Waterman, le nouveau plan donnera une priorité aux transports publics et au trafic piétonnier, afin de redonner à la place son ancienne popularité.

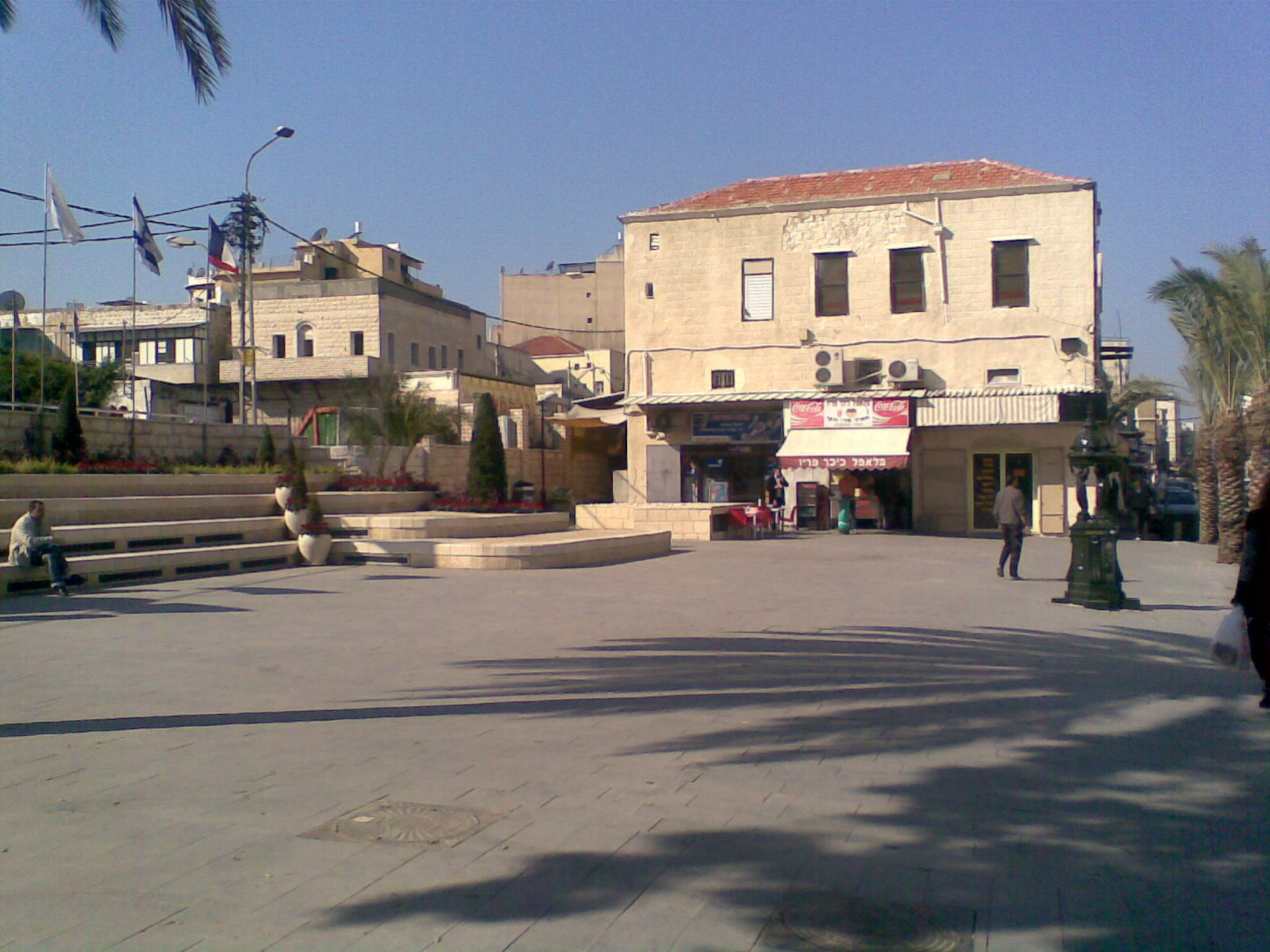
Vue générale de la place après rénovation

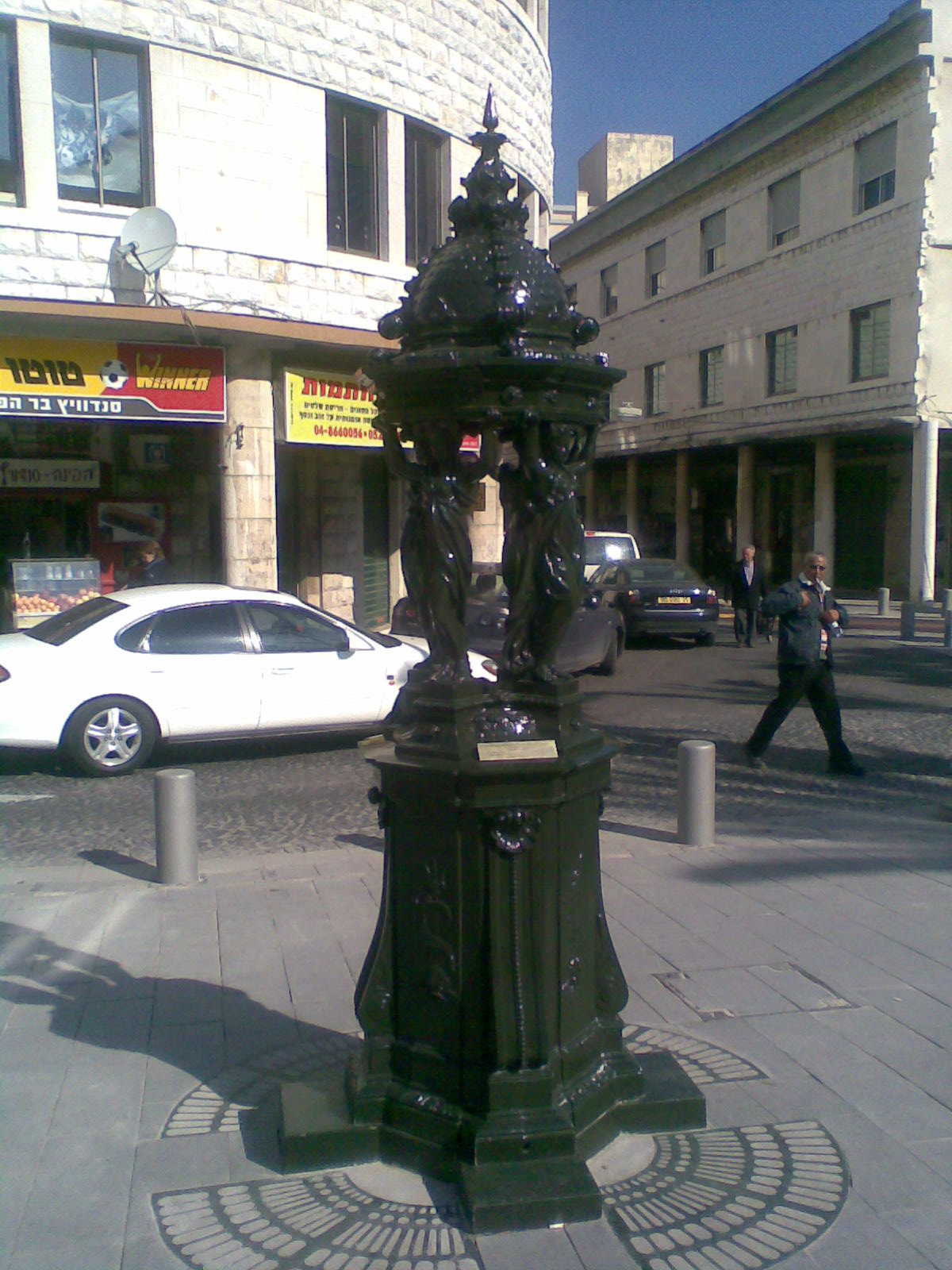
La fontaine Wallace offerte par Bertrand Delanoë à la ville de Haïfa

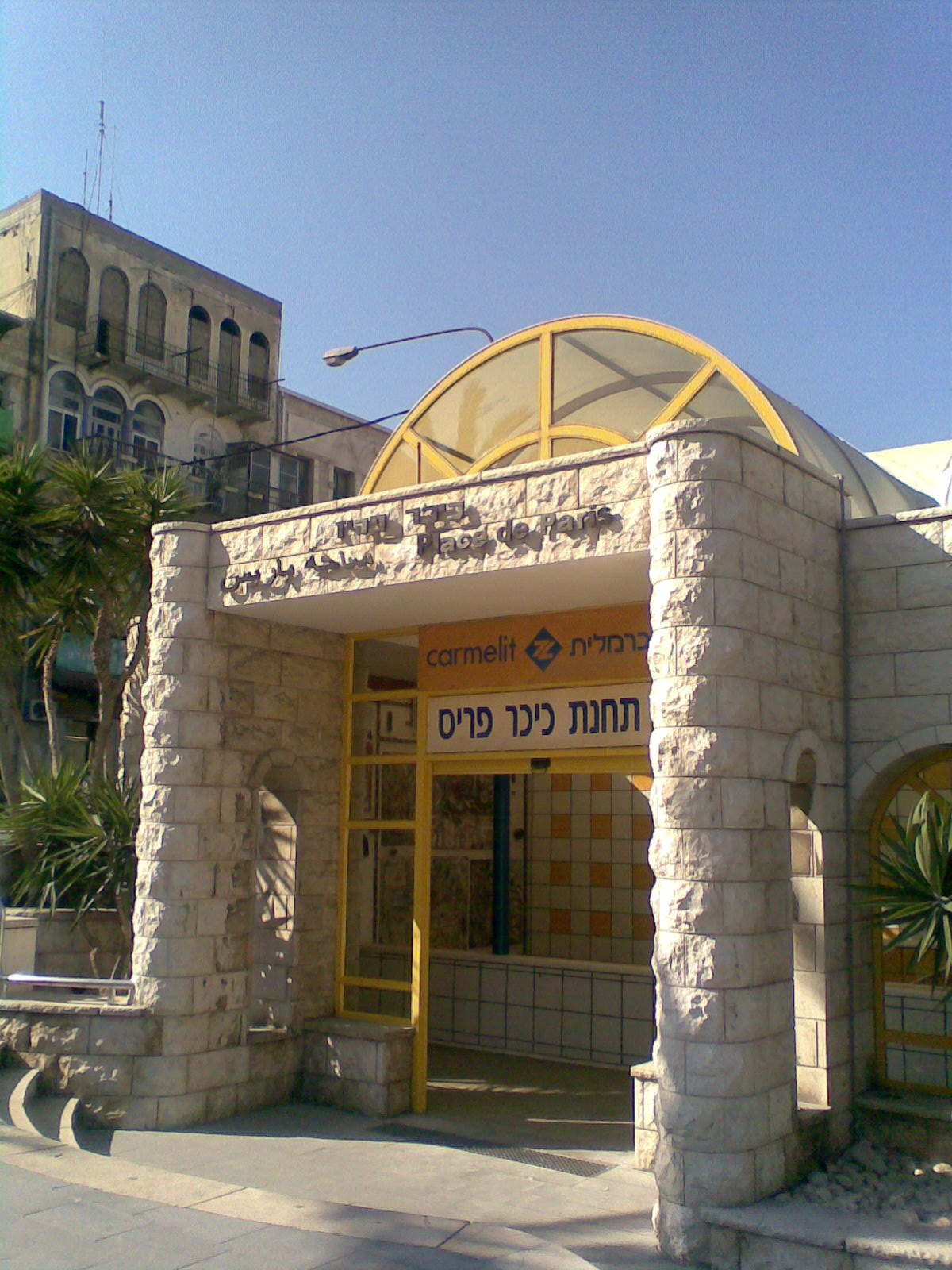
La station du métro Carmelit située place de Paris

### La rénovation par la ville de Paris
Le maire de Paris, Bertrand Delanoë se rend à Haïfa lors de la deuxième guerre du Liban en visite de solidarité, et y retourne quelques mois après la fin de la guerre, invité par le maire de Haïfa, Yona Yahav.
Lors de cette dernière visite, il constate l'état négligé de la place de Paris et décide dans un geste de coopération entre les deux municipalités, d'aider à sa rénovation. Une équipe d'urbanisme de la ville de Paris, dirigée par l'architecte française Maria José Malheiros se rend quelque temps plus tard sur place pour concevoir les plans de la nouvelle place, en coopération avec l'équipe technique de la ville de Haïfa.
Le 1er juin 2008, Delanoë se rend à Haïfa avec une importante délégation, pour déposer la première pierre de la réhabilitation de la place. Les travaux de réfection vont durer deux ans et coûter dix millions de shekels, soit environ deux millions d'euros. Le programme est réalisé conjointement par les ingénieurs des deux municipalités, en coopération avec la société municipale Yefe Nof.
Afin de donner un petit air parisien à la place, la ville de Paris offre à la ville de Haïfa, des éclairages, du mobilier urbain et une fontaine Wallace, importés tout spécialement de Paris.
Ultérieurement, une gare pour le Metronit, le nouveau bus de transit rapide de Haïfa, sera construite sur la place.
Le 29 novembre 2011, Bertrand Delanoë se rend de nouveau à Haïfa, et inaugure en compagnie du maire de Haïfa, la place de Paris entièrement restaurée.
Lors de son discours, le maire de Haïfa, Yona Yahav réaffirme les liens entre Paris et Haïfa :
« Nous cueillons aujourd’hui les fruits d’une coopération de longue date entre Paris et Haïfa. Grâce à la rénovation de cette place, nous renforçons le lien entre les deux villes et apportons un morceau de Paris à Haïfa. »
Auquel Bertrand Delanoë répondra :
« Je suis ici aujourd’hui pour témoigner du lien profond et indéfectible qui unit Paris à Haïfa. L’inauguration de la place de Paris à Haïfa renforce encore cette solidarité. »
Cérémonie d'inauguration de la place de Paris

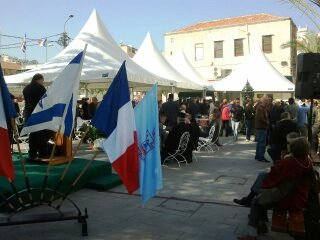
Cérémonie d'inauguration de la place de Paris
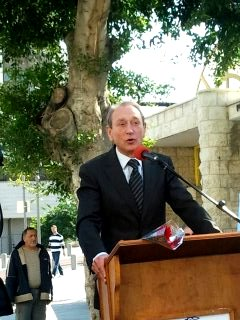
Discours de Bertrand Delanoë, maire de Paris
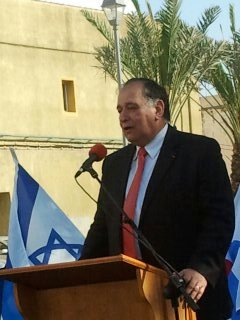
Discours de Yona Yahav, maire de Haïfa